# Seul (album)
Seul è il primo album in studio del cantante canadese Garou, pubblicato nel 2000.

## Tracce
1. Gitan (Luc Plamondon, Romano Musumarra) — 4:05
2. Que l'amour est violent (Luc Plamondon, Aldo Nova, Rick Virag) — 5:41
3. Demande au soleil (Luc Plamondon, Romano Musumarra) — 5:34
4. Seul (Luc Plamondon, Romano Musumarra) — 4:41
5. Sous le vent (con Céline Dion) (Jacques Veneruso) — 3:31
6. Je n'attendais que vous (Jacques Veneruso) — 5:18
7. Criminel (Luc Plamondon, Franck Langolff) — 3:45
8. Le calme plat (Élisabeth Anaïs, Franck Langolff) — 4:10
9. Au plaisir de ton corps (Luc Plamondon, Aldo Nova, Rick Virag) — 4:38
10. La moitié du ciel (Élisabeth Anaïs, Riccardo Cocciante) — 4:11
11. Lis dans mes yeux (Erick Benzi) — 4:04
12. Jusqu'à me perdre (Bryan Adams, Elliot Kennedy, Luc Plamondon) — 4:27
13. Gambler (Marc Drouin, Christophe Rose) — 4:37
14. L'adieu (Didier Barbelivien) — 4:01